# Marcello Argilli
Marcello Argilli (Roma, 9 aprile 1926 – 14 ottobre 2014) è stato un giornalista e scrittore italiano di libri per la gioventù.

## Biografia
Dopo la laurea in Giurisprudenza, molti viaggi e svariati lavori, si dedicò alla letteratura giovanile, sperimentando tutte le forme di narrativa per ragazzi: soggetti di fumetti e di cartoni animati, oltre a sceneggiature di programmi televisivi come Giocagiò. Fu autore di numerosi romanzi di successo, tra i quali Vacanze col padre, Marta quasi donna e Il mondo di Malù. 
Il suo libro più conosciuto è Ciao, Andrea del 1971. Assieme a Gianni Rodari redasse il famoso settimanale per ragazzi Il Pioniere della Associazione Pionieri d'Italia, e il Pioniere dell'Unità, dove creò il popolare personaggio Atomino, disegnato da Vinicio Berti. 
Scrisse tra il 1967 e il 1970 una serie di 21 racconti sulla rivista Pioniere Noi Donne.

## Opere
- L'altare Nero[3]
- Il Sommergibile Innamorato[4]
- Le avventure di Chiodino[5]
- Atomino[6]
- Le dieci città (1970)